# Anne Shirley
Anne Shirley er en fiktiv figur fra filmen og bøgerne Anne fra Grønnebakken.
Anne Shirley har som lille mistet sine forældre og har boet på forskellige børnehjem og  ved forskellige familier.
En dag bliver hun adopteret af et ældre søskendepar, som ønskede at få en dreng, men i stedet fik Anne. De vælger at beholde hende, da hun er meget kvik og næsten umulig ikke at elske.
Anne er en figur, som alle næsten kan spejle sig selv i. Hun er selvsikker, beslutsom, kvik, venlig og loyal.
Da hun kom i skole, klarede hun sig fantastisk. Hun havde dog en fjende i sin ærkerival Gilbert Blythe, som startede med at kalde hende gulerod og drillede hende for at få hendes opmærksomhed.
1. ↑  Navnet er anført på engelsk og stammer fra Wikidata hvor navnet endnu ikke findes på dansk.
2. ↑  Navnet er anført på engelsk og stammer fra Wikidata hvor navnet endnu ikke findes på dansk.
3. ↑  Navnet er anført på engelsk og stammer fra Wikidata hvor navnet endnu ikke findes på dansk.
4. ↑  Navnet er anført på engelsk og stammer fra Wikidata hvor navnet endnu ikke findes på dansk.